# Decadimento audioattivo
Il decadimento audioattivo è un gioco matematico, studiato in modo approfondito da John Conway, che consiste nel prendere una stringa qualunque di numeri e trasformarla in un'altra secondo la regola:
Se si trovano n cifre adiacenti uguali ad x, al loro posto si sostituisce nx.
Esempio: se si ha una stringa fatta così:
222
al suo posto si sostituisce 32 (sono tre cifre "due"). Al passo successivo, alla stringa 32 si sostituisce 1312 (un "tre" e un "due"). Al passo dopo, la stringa diventa 11131112, e così via. Questo procedimento porta alla costruzione di stringhe composte da determinate sequenze di base, o "atomi", e ha una serie di teoremi e proprietà notevoli.

## Gli atomi
Ci sono 92 atomi (che, per questa particolarità sono stati chiamati con i nomi dei 92 elementi chimici, da Idrogeno a Uranio), ed esiste un teorema (il teorema cosmologico di Conway) che afferma che qualunque sequenza di numeri decade, dopo un certo tempo, in una stringa composta solamente dai 92 atomi e da due "isotopi" transuranici (chiamati Nettunio e Plutonio).
Nella seguente tabella sono elencati i 92 atomi: in prima colonna si trova il numero atomico, in seconda colonna il simbolo, in terza colonna la sequenza numerica relativa. Ogni atomo decade nel successivo (per esempio, U decade in Pa). Se nella sequenza numerica sono presenti anche altri simboli atomici, significa che l'atomo precedente decade in più di un atomo (per esempio, osservando le righe 86 e 85 si vede che Rn decade in Ho più At; la sequenza relativa ad Ho si trova alla riga 67, mentre la sequenza numerica presente nella riga 85 è relativa ad At).
| Z  | Elemento     | Proviene da                                                               | Si scompone in                    | Stringa                                    | Lunghezza |
| -- | ------------ | ------------------------------------------------------------------------- | --------------------------------- | ------------------------------------------ | --------- |
| 1  | Idrogeno     | 7 elementi: H, He, Sc, Ga, Zr, Ce, Ta                                     | 1 elemento: H (stabile)           | 22                                         | 2         |
| 2  | Elio         | 1 elemento: Li                                                            | 5 elementi: Hf, Pa, H, Ca, Li     | 13112221133211322112211213322112           | 32        |
| 3  | Litio        | 2 elementi: He, Be                                                        | 1 elemento: He                    | 312211322212221121123222112                | 27        |
| 4  | Berillio     | 1 elemento: B                                                             | 3 elementi: Ge, Ca, Li            | 111312211312113221133211322112211213322112 | 42        |
| 5  | Boro         | 1 elemento: C                                                             | 1 elemento: Be                    | 1321132122211322212221121123222112         | 34        |
| 6  | Carbonio     | 1 elemento: N                                                             | 1 elemento: B                     | 3113112211322112211213322112               | 28        |
| 7  | Azoto        | 1 elemento: O                                                             | 1 elemento: C                     | 111312212221121123222112                   | 24        |
| 8  | Ossigeno     | 1 elemento: F                                                             | 1 elemento: N                     | 132112211213322112                         | 18        |
| 9  | Fluoro       | 1 elemento: Ne                                                            | 1 elemento: O                     | 31121123222112                             | 14        |
| 10 | Neon         | 1 elemento: Na                                                            | 1 elemento: F                     | 111213322112                               | 12        |
| 11 | Sodio        | 2 elementi: Mg, As                                                        | 1 elemento: Ne                    | 123222112                                  | 9         |
| 12 | Magnesio     | 1 elemento: Al                                                            | 2 elementi: Pm, Na                | 3113322112                                 | 10        |
| 13 | Alluminio    | 1 elemento: Si                                                            | 1 elemento: Mg                    | 1113222112                                 | 10        |
| 14 | Silicio      | 2 elementi: P, Mn                                                         | 1 elemento: Al                    | 1322112                                    | 7         |
| 15 | Fosforo      | 1 elemento: S                                                             | 2 elementi: Ho, Si                | 311311222112                               | 12        |
| 16 | Zolfo        | 1 elemento: Cl                                                            | 1 elemento: P                     | 1113122112                                 | 10        |
| 17 | Cloro        | 1 elemento: Ar                                                            | 1 elemento: S                     | 132112                                     | 6         |
| 18 | Argon        | 1 elemento: K                                                             | 1 elemento: Cl                    | 3112                                       | 4         |
| 19 | Potassio     | 1 elemento: Ca                                                            | 1 elemento: Ar                    | 1112                                       | 4         |
| 20 | Calcio       | 13 elementi: He, Be, Sc, Ga (2 volte), Zr, Ru, Te, Ce, Sm, Gd, Tm, Ta, Re | 1 elemento: K                     | 12                                         | 2         |
| 21 | Scandio      | 1 elemento: Ti                                                            | 5 elementi: Ho, Pa, H, Ca, Co     | 3113112221133112                           | 16        |
| 22 | Titanio      | 1 elemento: V                                                             | 1 elemento: Sc                    | 11131221131112                             | 14        |
| 23 | Vanadio      | 1 elemento: Cr                                                            | 1 elemento: Ti                    | 13211312                                   | 8         |
| 24 | Cromo        | 1 elemento: Mn                                                            | 1 elemento: V                     | 31132                                      | 5         |
| 25 | Manganese    | 1 elemento: Fe                                                            | 2 elementi: Cr, Si                | 111311222112                               | 12        |
| 26 | Ferro        | 1 elemento: Co                                                            | 1 elemento: Mn                    | 13122112                                   | 8         |
| 27 | Cobalto      | 5 elementi: Sc, Ni, Ce, Tm, Gd                                            | 1 elemento: Fe                    | 32112                                      | 5         |
| 28 | Nichel       | 1 elemento: Cu                                                            | 2 elementi: Zn, Co                | 11133112                                   | 8         |
| 29 | Rame         | 1 elemento: Zn                                                            | 1 elemento: Ni                    | 131112                                     | 6         |
| 30 | Zinco        | 3 elementi: Ni, Ga, Sm                                                    | 1 elemento: Cu                    | 312                                        | 3         |
| 31 | Gallio       | 1 elemento: Ge                                                            | 6 elementi: Eu, Ca, Ac, H, Ca, Zn | 13221133122211332                          | 17        |
| 32 | Germanio     | 3 elementi: Be, As, Re                                                    | 2 elementi: Ho, Ga                | 31131122211311122113222                    | 23        |
| 33 | Arsenico     | 1 elemento: Se                                                            | 2 elementi: Ge, Na                | 11131221131211322113322112                 | 26        |
| 34 | Selenio      | 1 elemento: Br                                                            | 1 elemento: As                    | 13211321222113222112                       | 20        |
| 35 | Bromo        | 1 elemento: Kr                                                            | 1 elemento: Se                    | 3113112211322112                           | 16        |
| 36 | Cripton      | 1 elemento: Rb                                                            | 1 elemento: Br                    | 11131221222112                             | 14        |
| 37 | Rubidio      | 1 elemento: Sr                                                            | 1 elemento: Kr                    | 1321122112                                 | 10        |
| 38 | Stronzio     | 1 elemento: Y                                                             | 1 elemento: Rb                    | 3112112                                    | 7         |
| 39 | Ittrio       | 1 elemento: Zr                                                            | 2 elementi: Sr, U                 | 1112133                                    | 7         |
| 40 | Zirconio     | 1 elemento: Nb                                                            | 4 elementi: Y, H, Ca, Tc          | 12322211331222113112211                    | 23        |
| 41 | Niobio       | 1 elemento: Mo                                                            | 2 elementi: Er, Zr                | 11131221133221131112211312221              | 29        |
| 42 | Molibdeno    | 1 elemento: Tc                                                            | 1 elemento: Nb                    | 13211322211312113211                       | 20        |
| 43 | Tecnezio     | 2 elementi: Zr, Ru                                                        | 1 elemento: Mo                    | 311322113212221                            | 15        |
| 44 | Rutenio      | 1 elemento: Rh                                                            | 3 elementi: Eu, Ca, Tc            | 132211331222113112211                      | 21        |
| 45 | Rodio        | 1 elemento: Pd                                                            | 2 elementi: Ho, Ru                | 311311222113111221131221                   | 24        |
| 46 | Palladio     | 1 elemento: Ag                                                            | 1 elemento: Rh                    | 111312211312113211                         | 18        |
| 47 | Argento      | 1 elemento: Cd                                                            | 1 elemento: Pd                    | 132113212221                               | 12        |
| 48 | Cadmio       | 1 elemento: In                                                            | 1 elemento: Ag                    | 3113112211                                 | 10        |
| 49 | Indio        | 1 elemento: Sn                                                            | 1 elemento: Cd                    | 11131221                                   | 8         |
| 50 | Stagno       | 1 elemento: Sb                                                            | 1 elemento: In                    | 13211                                      | 5         |
| 51 | Antimonio    | 1 elemento: Te                                                            | 2 elementi: Pm, Sn                | 3112221                                    | 7         |
| 52 | Tellurio     | 1 elemento: I                                                             | 3 elementi: Eu, Ca, Sb            | 1322113312211                              | 13        |
| 53 | Iodio        | 1 elemento: Xe                                                            | 2 elementi: Ho, Te                | 311311222113111221                         | 18        |
| 54 | Xenon        | 1 elemento: Cs                                                            | 1 elemento: I                     | 11131221131211                             | 14        |
| 55 | Cesio        | 1 elemento: Ba                                                            | 1 elemento: Xe                    | 13211321                                   | 8         |
| 56 | Bario        | 1 elemento: La                                                            | 1 elemento: Cs                    | 311311                                     | 6         |
| 57 | Lantanio     | 1 elemento: Ce                                                            | 1 elemento: Ba                    | 11131                                      | 5         |
| 58 | Cerio        | 1 elemento: Pr                                                            | 4 elementi: La, H, Ca, Co         | 1321133112                                 | 10        |
| 59 | Praseodimio  | 1 elemento: Nd                                                            | 1 elemento: Ce                    | 31131112                                   | 8         |
| 60 | Neodimio     | 1 elemento: Pm                                                            | 1 elemento: Pr                    | 111312                                     | 6         |
| 61 | Promezio     | 5 elementi: Mg, Sb, Sm, Er, Bi                                            | 1 elemento: Nd                    | 132                                        | 3         |
| 62 | Samario      | 1 elemento: Eu                                                            | 3 elementi: Pm, Ca, Zn            | 311332                                     | 6         |
| 63 | Europio      | 4 elementi: Ga, Ru, Te, Gd                                                | 1 elemento: Sm                    | 1113222                                    | 7         |
| 64 | Gadolinio    | 1 elemento: Tb                                                            | 3 elementi: Eu, Ca, Co            | 13221133112                                | 11        |
| 65 | Terbio       | 1 elemento: Dy                                                            | 2 elementi: Ho, Gd                | 3113112221131112                           | 16        |
| 66 | Disprosio    | 1 elemento: Ho                                                            | 1 elemento: Tb                    | 111312211312                               | 12        |
| 67 | Olmio        | 8 elementi: P, Sc, Ge, Rh, I, Tb, Er, Rn                                  | 1 elemento: Dy                    | 1321132                                    | 7         |
| 68 | Erbio        | 2 elementi: Nb, Tm                                                        | 2 elementi: Ho, Pm                | 311311222                                  | 9         |
| 69 | Tulio        | 1 elemento: Yb                                                            | 3 elementi: Er, Ca, Co            | 11131221133112                             | 14        |
| 70 | Itterbio     | 1 elemento: Lu                                                            | 1 elemento: Tm                    | 1321131112                                 | 10        |
| 71 | Lutezio      | 1 elemento: Hf                                                            | 1 elemento: Yb                    | 311312                                     | 6         |
| 72 | Afnio        | 2 elementi: He, Ta                                                        | 1 elemento: Lu                    | 11132                                      | 5         |
| 73 | Tantalio     | 1 elemento: W                                                             | 5 elementi: Hf, Pa, H, Ca, W      | 13112221133211322112211213322113           | 32        |
| 74 | Wolframio    | 2 elementi: Ta, Re                                                        | 1 elemento: Ta                    | 312211322212221121123222113                | 27        |
| 75 | Renio        | 1 elemento: Os                                                            | 3 elementi: Ge, Ca, W             | 111312211312113221133211322112211213322113 | 42        |
| 76 | Osmio        | 1 elemento: Ir                                                            | 1 elemento: Re                    | 1321132122211322212221121123222113         | 34        |
| 77 | Iridio       | 1 elemento: Pt                                                            | 1 elemento: Os                    | 3113112211322112211213322113               | 28        |
| 78 | Platino      | 1 elemento: Au                                                            | 1 elemento: Ir                    | 111312212221121123222113                   | 24        |
| 79 | Oro          | 1 elemento: Hg                                                            | 1 elemento: Pt                    | 132112211213322113                         | 18        |
| 80 | Mercurio     | 1 elemento: Tl                                                            | 1 elemento: Au                    | 31121123222113                             | 14        |
| 81 | Tallio       | 1 elemento: Pb                                                            | 1 elemento: Hg                    | 111213322113                               | 12        |
| 82 | Piombo       | 1 elemento: Bi                                                            | 1 elemento: Tl                    | 123222113                                  | 9         |
| 83 | Bismuto      | 1 elemento: Po                                                            | 2 elementi: Pm, Pb                | 3113322113                                 | 10        |
| 84 | Polonio      | 1 elemento: At                                                            | 1 elemento: Bi                    | 1113222113                                 | 10        |
| 85 | Astato       | 1 elemento: Rn                                                            | 1 elemento: Po                    | 1322113                                    | 7         |
| 86 | Radon        | 1 elemento: Fr                                                            | 2 elementi: Ho, At                | 311311222113                               | 12        |
| 87 | Francio      | 1 elemento: Ra                                                            | 1 elemento: Rn                    | 1113122113                                 | 10        |
| 88 | Radio        | 1 elemento: Ac                                                            | 1 elemento: Fr                    | 132113                                     | 6         |
| 89 | Attinio      | 2 elementi: Ga, Th                                                        | 1 elemento: Ra                    | 3113                                       | 4         |
| 90 | Torio        | 1 elemento: Pa                                                            | 1 elemento: Ac                    | 1113                                       | 4         |
| 91 | Protoattinio | 4 elementi: He, Sc, Ta, U                                                 | 1 elemento: Th                    | 13                                         | 2         |
| 92 | Uranio       | 1 elemento: Y                                                             | 1 elemento: Pa                    | 3                                          | 1         |

Si noti che l'Idrogeno decade in sé stesso. Alcune curiosità: l'elemento con la sequenza più breve è l'Uranio (una cifra), mentre quelli con la sequenza più lunga sono il 4 e il 75 (quarantadue cifre).

### Gli elementi transuranici
La legge del decadimento audioattivo non consente la formazione di cifre diverse da 1, 2 e 3, a meno che esse non siano già presenti all'inizio. Se fin dall'inizio è presente un numero maggiore di 3, questo sarà sempre presente durante il decadimento, dando origine a elementi contenenti solo le cifre 1, 2, 3 e a una nuova coppia di elementi, chiamati transuranici.
Il Plutonio corrisponde a una stringa di questo tipo:
Pux = 31221132221222112112322211x
dove con x si intende qualunque cifra maggiore di 3.
Il Plutonio decade nel Nettunio, che è così definito:
Npx = 1311222113321132211221121332211x
A sua volta, il Nettunio decade in un composto di elementi "stabili" e Plutonio, e precisamente in
Hf.Pa.H.Ca.Pux

## Il teorema cosmologico di Conway
Conway e Richard Parker dimostrarono che qualunque stringa, dopo un certo numero N di iterazioni, decade in un composto di elementi comuni e transuranici. In seguito Mike Guy mostrò che il valore N = 24 è il valore minimo accettabile. Entrambe le dimostrazioni, però, sono andate perdute.
Successivamente, Shalos B. Ekhad e Doron Zeilberger (Zeilberger è un essere umano ed Ekhad è il suo computer, regolarmente accreditato come coautore dell'articolo) hanno ridimostrato il teorema cosmologico facendo uso di un programma Maple per computer, e trovando per N il valore N = 29. Infine R.A. Litherland ha scritto un nuovo programma per computer, utilizzando tecniche diverse da Ekhad e Zeilberger, che ha permesso di affermare che il valore N = 24 è corretto.
Non è possibile scendere al di sotto di questo valore a causa di un controesempio fornito da Guy (e migliorato da Litherland eliminando le prime due cifre), il composto denominato Thuselum, che decade in 24 passi:
```
0: 333222112
1: 33322112
2: 33222112
3: 23322112
4: 1223222112
5: 112213322112
6: 21221123222112
7: 121122211213322112
8: 111.H.13221121123222112
9: 31 & 1113222112211213322112
10: 1311 & 311332212221121123222112
11: 111321 & Pm.Ca.32211322112211213322112
12: 31131211 & 1322211322212221121123222112
13: 132113111221 & 11133221133211322112211213322112
14: 1113122113312211 & 3123222.Ca.Li
15: Er.Ca.Sb & 1311121332
16: 11133112112.Zn
17: Zn.321122112
18: 131221222112
19: 1113112211322112
20: 311321222113222112
21: 1321131211322113322112
22: 111312211311122113222.Na
23: 3113112221133122211332
24: Ho.Pa.H.Ca.Ac.H.Ca.Zn
```

Il composto originale di Conway, da lui chiamato Methuselum, è invece il seguente:
```
0: 22333222112
1: 2233322112
2: 2233222112
3: 2223322112
4: 3223222112
5: 132213322112
6: 1113221123222112
7: 311322211213322112
8: 1321133221121123222112
9: La.H.123222112211213322112
10: 11121332212221121123222112
11: Sr.32211322112211213322112
12: 1322211322212221121123222112
13: 11133221133211322112211213322112
14: 3123222.Ca.Li
15: 1311121332
16: 11133112112.Zn
17: Zn.321122112
18: 131221222112
19: 1113112211322112
20: 311321222113222112
21: 1321131211322113322112
22: 111312211311122113222.Na
23: 3113112221133122211332
24: Ho.Pa.H.Ca.Ac.H.Ca.Zn
```

## La costante di Conway
Il numero di cifre nell'n-esima stringa è una quantità che cresce al variare di n. Questa quantità è proporzionale al numero {\displaystyle \lambda ^{n}}, dove {\displaystyle \lambda } = 1.3035772690342963912570991121525518907307025046594... è chiamata costante di Conway ed è l'unica radice reale positiva del polinomio

La funzione polinomio riportata in riferimento cartesiano; si noti la presenza di tre sole radici reali, di cui solo una positiva (la costante di Conway).

{\displaystyle x^{71}-x^{69}-2x^{68}-x^{67}+2x^{66}+2x^{65}+x^{64}-x^{63}-x^{62}-x^{61}-x^{60}-x^{59}+}
{\displaystyle 2x^{58}+5x^{57}+3x^{56}-2x^{55}-10x^{54}-3x^{53}-2x^{52}+6x^{51}+6x^{50}+x^{49}+9x^{48}-3x^{47}-}
{\displaystyle 7x^{46}-8x^{45}-8x^{44}+10x^{43}+6x^{42}+8x^{41}-5x^{40}-12x^{39}+7x^{38}-7x^{37}+7x^{36}+x^{35}-}
{\displaystyle 3x^{34}+10x^{33}+x^{32}-6x^{31}-2x^{30}-10x^{29}-3x^{28}+2x^{27}+9x^{26}-3x^{25}+14x^{24}-8x^{23}-}
{\displaystyle 7x^{21}+9x^{20}+3x^{19}-4x^{18}-10x^{17}-7x^{16}+12x^{15}+7x^{14}+2x^{13}-12x^{12}-4x^{11}-}
{\displaystyle 2x^{10}+5x^{9}+x^{7}-7x^{6}+7x^{5}-4x^{4}+12x^{3}-6x^{2}+3x-6=0.}